# Vénus debout dans un paysage
Vénus debout dans un paysage est un tableau réalisé en 1529 par le peintre allemand de la Renaissance Lucas Cranach l'Ancien, une représentation allégorique et mythologique typique de l'artiste. Elle est conservée au musée du Louvre à Paris. 

## Description
Il s'agit d'un exemple - dont Cranach s'est fait une spécialité - de ces figures gracieuses et dénudées isolées dans un paysage particulièrement raffiné et poétique (avec ici, au pied d’un rocher surmonté de constructions, une ville gothique au fond, à droite, se reflétant dans l’eau).

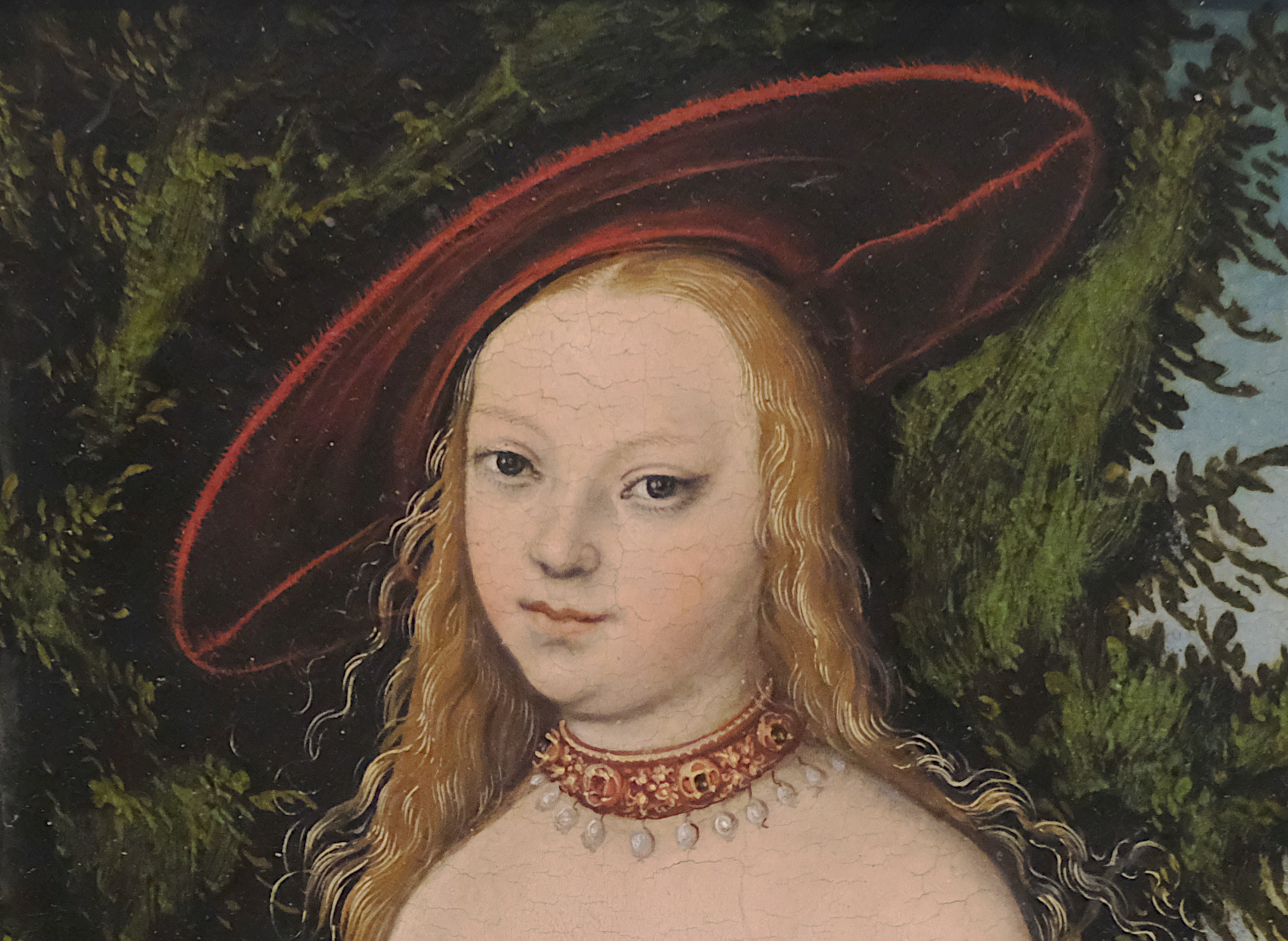
Le visage.
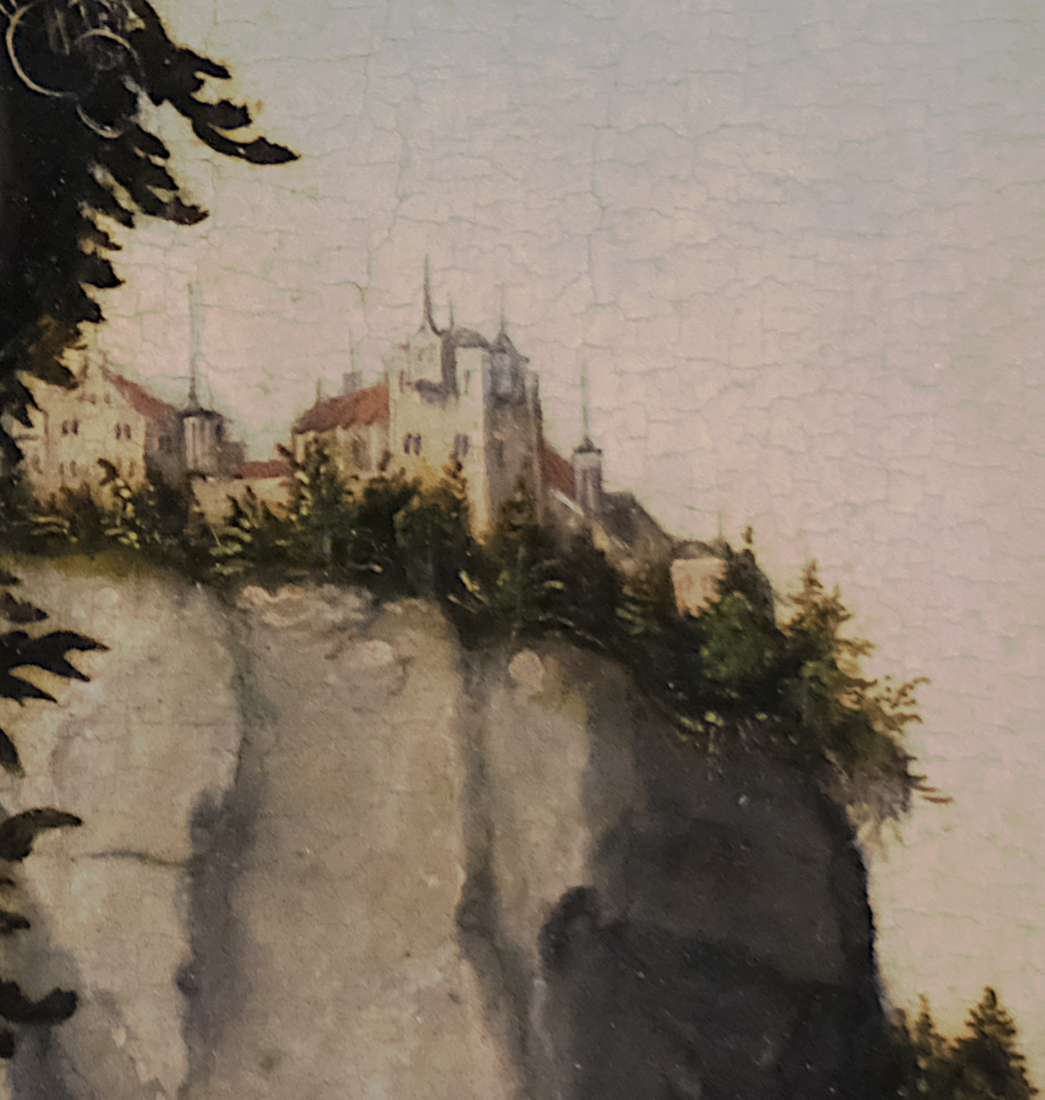
Le village perché.